# Pärnäsaari (ö i Birkaland)
Pärnäsaari är en ö i Finland. Den ligger i sjön Kukkia och i kommunen Pälkäne i den ekonomiska regionen Tammerfors och landskapet Birkaland, i den södra delen av landet, 130 km norr om huvudstaden Helsingfors. Öns area är 10,7 hektar och dess största längd är 0,6 kilometer i nord-sydlig riktning.